# Provinz Niederschlesien
Die Provinz Niederschlesien entstand nach dem Ersten Weltkrieg im Freistaat Preußen durch Aufteilung der Provinz Schlesien in die zwei neuen Provinzen Niederschlesien (West- und Mittelteil) und Oberschlesien (östliches Drittel).

## Geschichte
Vor der Volksabstimmung in Oberschlesien 1921 wurde den Bewohnern Oberschlesiens von deutscher Seite zugesichert, dass sie im Falle eines für Deutschland positiven Votums Autonomie erhalten würden. Zur Diskussion standen dabei zwei Modelle: die Einrichtung eines eigenen Landes Oberschlesien, d. h. die Abtrennung vom Freistaat Preußen oder die Einrichtung einer neuen Provinz Oberschlesien innerhalb Preußens. Letztlich wurde das zweite Modell verwirklicht. Mit dem am 14. Oktober 1919 von der Preußischen Nationalversammlung beschlossenen und am 8. November 1919 in Kraft getretenen Gesetz, betreffend die Errichtung einer Provinz Oberschlesien wurde die bisherige preußische Provinz Schlesien in zwei Provinzen – Niederschlesien und Oberschlesien – geteilt. Die erste Wahl eines Provinziallandtages für Niederschlesien erfolgte am 20. Februar 1921, zusammen mit den Wahlen zu den anderen Provinziallandtagen Preußens.
Für die administrative Teilung Schlesiens in zwei Länder Nieder- und Oberschlesien sprach nicht nur die unmittelbar bevorstehende Volksabstimmung, die die Zugehörigkeit Oberschlesiens zu Preußen und Deutschland in Frage stellte und damit eine eigene Administration Oberschlesiens, gewissermaßen direkt am Ort des Geschehens, sinnvoll erscheinen ließ. Es bestanden auch deutliche kulturelle Unterschiede zwischen beiden Teilen Schlesiens. Während Niederschlesien mit der Landeshauptstadt Breslau konfessionell überwiegend evangelisch war, war Oberschlesien zu mehr als 90 Prozent katholisch. In Niederschlesien machte die polnischsprachige Bevölkerung nur einen kleinen Prozentsatz aus, während sie anteilmäßig in Oberschlesien vor der Teilung Oberschlesiens die Mehrheit bildete. Oberschlesien war stark durch die Montanindustrie geprägt – das Oberschlesische Industrierevier war (ebenfalls vor der Teilung Oberschlesiens) nach dem Ruhrgebiet das zweitgrößte Industriegebiet Deutschlands –, die in Niederschlesien weniger dominierend war.

## Gebiet und Bevölkerung
Niederschlesien wurde aus den beiden Regierungsbezirken Breslau und Liegnitz gebildet. Die neu gebildete Provinz war mit rund 27.000 km² etwa so groß wie die preußische Rheinprovinz und in Bezug auf die Bevölkerung von rund 3,1 Millionen Einwohnern vergleichbar den preußischen Provinzen Sachsen (3,3 Millionen) und Hannover (3,2 Millionen).

## Wirtschaft
Niederschlesien gehörte zu den stärker industrialisierten Provinzen Preußens. Der relative Anteil der in Industrie und Gewerbe Erwerbstätigen wurde nur noch von Berlin, der Rheinprovinz und der Provinz Sachsen übertroffen (alle folgenden Zahlen aus den Jahren 1924–1926). Die Provinz hatte etwa 270.000 Industriearbeiter und damit etwa die vierfache Zahl wie Oberschlesien aufzuweisen. Die häufiger vertretene Auffassung vom „landwirtschaftlichen Niederschlesien“ und dem „industriellen Oberschlesien“ ist daher unzutreffend. Selbst die Zahl der Bergleute war in beiden Provinzen annähernd gleich. Den größten Anteil hatte mit 80.000 Erwerbstätigen die Bekleidungsindustrie, in der alleine in Breslau etwa 30.000 Personen beschäftigt waren. Danach folgten das Baugewerbe mit 78.000 Beschäftigten, die Textilindustrie mit 75.000, Nahrungs- und Genussmittelindustrie mit 65.000, holzverarbeitende Industrie mit 50.000, Papierindustrie 20.000, Hüttenindustrie 12.000, Lederindustrie 7000 und chemische Industrie 6000. Eine Besonderheit der Industrie Niederschlesiens war, dass sie zu einem erheblichen Teil auf dem Land angesiedelt war, wo oft noch die Nachkommen der traditionellen Leineweber in die Fabriken gingen. Etwa ein Drittel der deutschen Leinwebereien befand sich in Niederschlesien.
In den Bergwerken Niederschlesiens kam es während der Zeit der Existenz der Provinz mehrfach zu schweren Unglücken. Beim Bergwerksunglück vom 9. Juli 1930 kamen in der Wenceslaus-Grube in Hausdorf 151 Bergleute durch Kohlendioxidvergiftung ums Leben, und weitere 50 wurden durch Gasvergiftung geschädigt. Ein weiteres schweres Unglück ereignete sich in der Nacht vom 10./11. Mai 1941, als ebenfalls bei einem Kohlendioxidausbruch bei Neurode 187 Bergleute starben.
Auf dem Gebiet Niederschlesiens lagen etwa 5,8 % der landwirtschaftlichen Fläche und 11 % der Waldfläche Deutschlands. Die Provinz war ein Überschussgebiet für landwirtschaftliche Produkte, insbesondere für Hafer, Weizen, Roggen, Gerste, Kartoffeln und Zuckerrüben. Die Landwirtschaft war vergleichsweise hoch mechanisiert. Im Jahr 1924 waren 30 % aller in Preußen eingesetzten Dampfpflüge in Niederschlesien im Einsatz. In Breslau befand sich die einzige Fabrik für Dampfpflüge auf dem europäischen Kontinent. Die vergleichsweise hohe Mechanisierung der Landwirtschaft trug auch dazu bei, dass Niederschlesien unter allen Ostprovinzen Preußens mit 30 % (1925) den niedrigsten Anteil an Beschäftigten in der Landwirtschaft hatte.
Von wirtschaftlicher Bedeutung waren auch die zahlreichen Kur- und Badeorte im Waldenburger Bergland, im Bober-Katzbach-Gebirge, Riesengebirge, Eulengebirge, sowie im Glatzer Land (Bad Wiesau, Bad Hermsdorf, Bad Oppelsdorf, Charlottenbrunn, Reinerz, Bad Kudowa, Bad Altheide, Bad Landeck etc.).

## Politik

### Oberpräsidenten
- 1919–1920: Felix Philipp, SPD
- 1920–1928: Hermann Zimmer, SPD
- 1928–1932: Hermann Lüdemann, SPD
- 1932–1933: Friedrich von Degenfeld-Schonburg, DNVP
- 1933–1934: Helmuth Brückner, NSDAP
- 1935–1938: Josef Wagner, NSDAP
- 1938–1941: Provinz Schlesien
- 1941–1945: Karl Hanke, NSDAP

### Provinziallandtag

#### Wahl 1921
Die Wahl fand am 21. Februar 1921 statt.
- KPD: 2
- SPD: 44
- DDP: 8
- WP: 2
- Z: 17
- DVP: 11
- DNVP: 24

| Partei | Partei                                        | Stimmen   | Prozentanteil | Mandate | in %    |
| ------ | --------------------------------------------- | --------- | ------------- | ------- | ------- |
|        | SPD                                           | 578.931   | 41,2 %        | 44      | 40,7 %  |
|        | DNVP                                          | 316.089   | 22,5 %        | 24      | 22,2 %  |
|        | Zentrum                                       | 223.001   | 15,9 %        | 17      | 15,7 %  |
|        | DVP                                           | 140.091   | 10,0 %        | 11      | 10,2 %  |
|        | DDP                                           | 102.704   | 7,3 %         | 8       | 7,4 %   |
|        | Wirtschaftspartei des deutschen Mittelstandes | 19.261    | 1,4 %         | 2       | 1,9 %   |
|        | KPD                                           | 12.791    | 0,9 %         | 2       | 1,9 %   |
|        | USPD                                          | 11.103    | 0,8 %         | 0       | 0,0 %   |
| Gesamt | Gesamt                                        | 1.403.971 | 100,0 %       | 108     | 100,0 % |

#### Wahl 1925
Die Wahl fand am 29. November 1925 statt.
- KPD: 4
- SPD: 41
- DDP: 5
- WP: 4
- Z: 17
- Bauernpartei: 3
- DVP: 7
- DNVP: 29
- DVFP: 1

| Partei | Partei                                        | Stimmen   | Prozentanteil | Mandate | in %    |
| ------ | --------------------------------------------- | --------- | ------------- | ------- | ------- |
|        | SPD                                           | 408.149   | 36,0 %        | 41      | 36,9 %  |
|        | DNVP                                          | 294.559   | 26,0 %        | 29      | 26,1 %  |
|        | Zentrum                                       | 166.911   | 14,7 %        | 17      | 15,3 %  |
|        | DVP                                           | 70.591    | 6,2 %         | 7       | 6,3 %   |
|        | DDP                                           | 43.312    | 3,8 %         | 5       | 4,6 %   |
|        | KPD                                           | 40.212    | 3,5 %         | 4       | 3,6 %   |
|        | Wirtschaftspartei des deutschen Mittelstandes | 36.060    | 3,2 %         | 4       | 3,6 %   |
|        | Bauernpartei                                  | 26.962    | 2,4 %         | 3       | 2,7 %   |
|        | DSP                                           | 19.815    | 1,7 %         | 0       | 0,0 %   |
|        | Wirtschaftliche Notgemeinschaft               | 12.140    | 1,1 %         | 0       | 0,0 %   |
|        | DVFP                                          | 9.672     | 0,9 %         | 1       | 0,9 %   |
|        | Haus- und Grundbesitzer                       | 4.507     | 0,4 %         | 0       | 0,0 %   |
|        | Volkswirtschaft in Niederschlesien            | 1.495     | 0,1 %         | 0       | 0,0 %   |
| Gesamt | Gesamt                                        | 1.134.385 | 100,0 %       | 111     | 100,0 % |

#### Wahl 1929
Die Wahl fand am 17. November 1929 statt.
- KPD: 5
- SPD: 39
- DDP: 5
- WP: 7
- Z: 16
- DVP: 7
- DNVP: 25
- NSDAP: 6

| Partei | Partei                                                       | Stimmen   | Prozentanteil | Mandate | in %    |
| ------ | ------------------------------------------------------------ | --------- | ------------- | ------- | ------- |
|        | SPD                                                          | 529.809   | 35,2 %        | 39      | 35,5 %  |
|        | DNVP                                                         | 331.046   | 22,0 %        | 25      | 22,7 %  |
|        | Zentrum                                                      | 215.322   | 14,3 %        | 16      | 14,5 %  |
|        | Wirtschaftspartei des deutschen Mittelstandes                | 92.372    | 6,1 %         | 7       | 6,4 %   |
|        | DVP                                                          | 92.017    | 6,1 %         | 7       | 6,4 %   |
|        | NSDAP                                                        | 78.348    | 5,2 %         | 6       | 5,5 %   |
|        | KPD                                                          | 53.080    | 3,5 %         | 5       | 4,5 %   |
|        | DDP                                                          | 51.907    | 3,5 %         | 5       | 4,5 %   |
|        | Für Handwerk, Gewerbe und Hausbesitz                         | 23.895    | 1,6 %         | 0       | 0,0 %   |
|        | Christlich-Nationale Bauern- und Landvolkpartei              | 20.187    | 1,3 %         | 0       | 0,0 %   |
|        | Deutsch-soziale Partei für Volksrecht und völkische Freiheit | 9.615     | 0,6 %         | 0       | 0,0 %   |
|        | Kommunistische Partei, Opposition                            | 3.926     | 0,3 %         | 0       | 0,0 %   |
|        | Linke Kommunisten (Leninbund)                                | 1.799     | 0,1 %         | 0       | 0,0 %   |
| Gesamt | Gesamt                                                       | 1.503.323 | 100,0 %       | 110     | 100,0 % |

#### Wahl 1933
Die Wahl fand am 12. März 1933 statt.
- KPD: 6
- SPD: 24
- Z: 13
- DNVP: 10
- NSDAP: 57

| Partei | Partei                           | Stimmen   | Prozentanteil | Mandate | in %    |
| ------ | -------------------------------- | --------- | ------------- | ------- | ------- |
|        | NSDAP                            | 916.887   | 51,68 %       | 57      | 51,8 %  |
|        | SPD                              | 370.537   | 20,89 %       | 24      | 21,8 %  |
|        | Zentrum                          | 197.966   | 11,16 %       | 13      | 11,8 %  |
|        | Kampffront                       | 160.065   | 9,02 %        | 10      | 9,1 %   |
|        | KPD                              | 91.877    | 5,18 %        | 6       | 5,5 %   |
|        | Christlich-nationale Vereinigung | 14.017    | 0,79 %        | 0       | 0,0 %   |
|        | DStP                             | 13.113    | 0,74 %        | 0       | 0,0 %   |
|        | SAPD                             | 7.246     | 0,41 %        | 0       | 0,0 %   |
|        | Volkssozialisten                 | 1.439     | 0,08 %        | 0       | 0,0 %   |
|        | Wehrwolf                         | 938       | 0,05 %        | 0       | 0,0 %   |
| Gesamt | Gesamt                           | 1.774.085 | 100,0 %       | 110     | 100,0 % |

## Nach dem Zweiten Weltkrieg
Als Folge des Zweiten Weltkrieges wurden 1945 die Landesteile Niederschlesiens östlich der Oder-Neiße-Linie unter polnische Verwaltung gestellt, wobei die deutschsprachige Bevölkerung fast vollständig vertrieben wurde. Der kleine Teil westlich der Lausitzer Neiße, der allerdings – mit Ausnahme des Dorfes Pechern – historisch ein Teil der Oberlausitz war, nicht zum Kernland Niederschlesiens gehörte und diesem erst nach 1815 durch die preußische Verwaltungsreform angeschlossen wurde, gehört heute zu den deutschen Ländern Sachsen und Brandenburg. Es handelt sich um das Gebiet um Görlitz, Hoyerswerda, Rothenburg, Weißwasser, Niesky, Ruhland und Ortrand (siehe auch Niederschlesischer Oberlausitzkreis und Landkreis Oberspreewald-Lausitz).
Seit 1999 gibt es eine polnische Woiwodschaft Niederschlesien, die teilweise mit dem historischen Niederschlesien übereinstimmt.

### Begriff nach 1945
Die Verwendung des Landschaftsnamen Schlesien oder Niederschlesien für die Gebiete westlich der Lausitzer Neiße war bis 1989/1990 in der DDR offiziell nicht erwünscht und nur bis 1968 im Namen Evangelische Kirche von Schlesien gebräuchlich. Danach untersagte die DDR-Führung der Landeskirche den Gebrauch des Begriffs und sie nannte sich Evangelische Kirche des Görlitzer Kirchengebietes.
Der 1990 gegründete Landesverband Sachsen der Jungen Union nennt sich Junge Union Sachsen & Niederschlesien. Die Evangelische Kirche des Görlitzer Kirchengebietes nahm 1992 den neuen Namen Evangelische Kirche der schlesischen Oberlausitz (EKsOL) an.
1994 entstand nach der Landkreisreform in Sachsen der Niederschlesische Oberlausitzkreis aus den Kreisen Görlitz-Land, Niesky und Weißwasser. Im August 2008 ging er im neuen Landkreis Görlitz auf. Nach einer Reform der polizeilichen Verwaltungsstrukturen in Sachsen entstand 2005 aus der Zusammenlegung der Polizeidirektionen Bautzen und Görlitz die Polizeidirektion Oberlausitz-Niederschlesien. Diese wurde zum 1. Januar 2013 in Polizeidirektion Görlitz umbenannt. Das Sächsische Kulturraumgesetz hat einen Kulturraum Oberlausitz-Niederschlesien für die kommunale kulturelle Zusammenarbeit definiert.
Die Evangelische Kirche der schlesischen Oberlausitz fusionierte am 1. Januar 2004 mit der Evangelischen Kirche in Berlin-Brandenburg zur Evangelischen Kirche Berlin-Brandenburg-schlesische Oberlausitz. Der CVJM-Landesverband Schlesische Oberlausitz e. V. hat seinen Sitz in Görlitz.
Ferner spielte mehrere Jahre der Niederschlesische Fußballverein Gelb-Weiß Görlitz 09 in der Sachsenliga.
Auch die Sparkasse im Landkreis Görlitz trägt den Namen Sparkasse Oberlausitz-Niederschlesien, die Volksbank firmiert unter Volksbank Raiffeisenbank Niederschlesien e. G. und die Verkehrsbetriebe heißen korrekt Niederschlesische Verkehrsgesellschaft mbH. Diese fährt im Verkehrsverbund Oberlausitz-Niederschlesien.